# 搜救犬

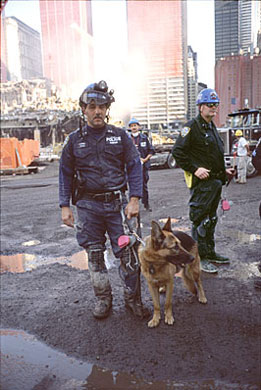
於九一一事件現場的搜索及拯救犬與領犬員。

搜救犬（英語：search and rescue dog），是接受過專業訓練，從而成為專門負責執行搜索与救援的工作犬。搜索及拯救犬對於在廣大範圍、自然災害環境或有龐大數目受害者的情況下進行搜索及拯救任務時有重大的幫助，能夠有效地收窄所需要進行搜索的範圍，以減低拯救延誤的可能性，並且促進搜索的效率。

## 沿革
公元950年，在瑞土和意大利边境的一个修道院，一位修道士训练了一条犬，帮助救护了很多在该山区遭遇雪灾的人，该犬为历史上第一条搜救犬。该修道院在16世纪毁于火灾，失去了原始档案。此后300年间，仅在该地区就有搜救犬挽救2500多人生命的记载。

## 犬種
視乎需要而定，搜索及拯救犬犬種通常包括德國牧羊犬、邊境牧羊犬、黃金獵犬及拉布拉多犬等多種。

## 訓練

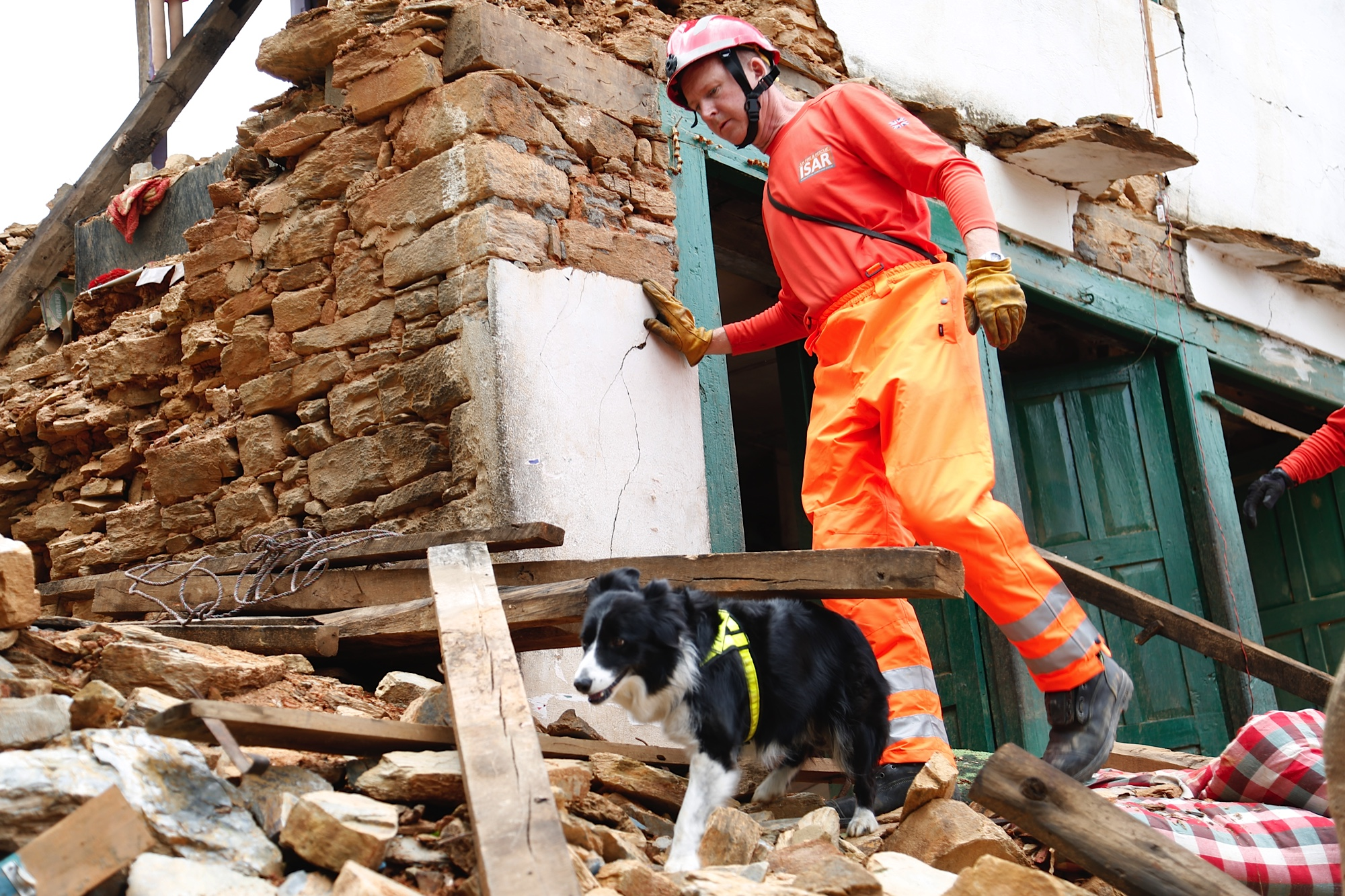
一隻搜救犬隨著領犬員搜索2015年4月尼泊爾地震中的生還者。

視乎不同國家、地區、制度及資源的許可而定，一般而言，搜索及拯救犬的訓練是非常嚴格、費時及繁瑣複雜。對於犬隻而言，訓練的最佳時間為於其幼時開始進行，亦即牠於8至10星期大時；到牠於12至18個月大時開始即為投入服務的最佳時間，直至牠到5至10歲為止。至於年齡標準，針對不同犬種亦會存在差異。訓練搜索及拯救犬的其中一項基礎訓練為對其進行服從性訓練，以確保牠於接受訓練後及投入服務期間，對領犬員的命令高度地服從，確保其專業性，以確保公眾的信心。此外，訓練搜索及拯救犬亦需要對其進行基本的靈活性訓練，以確保牠的靈活性是達到能夠於特別環境下穿梭的水平，並且確保牠達到進行相關任務的能力，而不致於有高度的工作風險。另外，訓練內容亦都包括追蹤及搜索等。

## 世界各地搜救犬部門
中國大陸
- 中国国际救援队搜救犬队

香港
- 香港消防處坍塌搜救專隊轄下的搜索犬專隊[3]

臺灣
- 中華民國內政部消防署特種搜救隊暨各地方消防局搜救犬隊

## 流行文化
- 《搜救犬阿虎》

## 相關參見
- 尋回犬
- 搜索犬